# Bretania
Bretania (în franceză Bretagne, în bretonă Breizh, în gallo Bertaèyn, în engleză Brittany și Britania în forma inițial folosită în limba română în secolul al XIX-lea) este una dintre cele 13 regiuni ale Franței. Denumirea i se trage de la britoni, o populație celtică venită în secolul al VI-lea din Marea Britanie, de unde fusese izgonită de invaziile Anglo-Saxone. Regiunea mai fusese celtică și anterior romanizării, dar sub denumirea de Armorica (Armorique în limba franceză) încă folosită în paralel. Ocupă peninsula cu același nume din vestul țării, fiind scăldată de Marea Mânecii la nord și de Golful Biscaya la sud. Capitala regiunii este orașul Rennes iar regiunea cuprinde 4 departamente.
Regiunea corespunde în proporție de 80% cu provincia istorică Bretania, care mai includea și majoritatea teritoriului din departamentul Loire-Atlantique din jurul orașului Nantes, capitala istorică a Ducatului de Bretania. Această separare a fost făcută la data creării regiunilor, în anul 1941, pentru a evita eventualele rivalități dintre cele două orașe importante, astfel că pentru Nantes a fost creată o regiune nouă - Pays de la Loire - cuprinzând teritorii din regiunile istorice Maine și Anjou.

## Geografie
Componenta geografică cea mai pregnantă a regiunii este coasta sa. Cu o lungime de 2800 km, aceasta este aproape de două ori mai lungă decât distanța în linie dreaptă dintre punctele extreme. Fiind foarte sinuoasă, există un număr mare de golfuri, estuare și insule. În partea de nord, coasta este mult mai abruptă decât în partea de sud, dar o caracteristică generală este succesiunea de faleze stâncoase și golfuri cu plaje de dimensiuni variate.

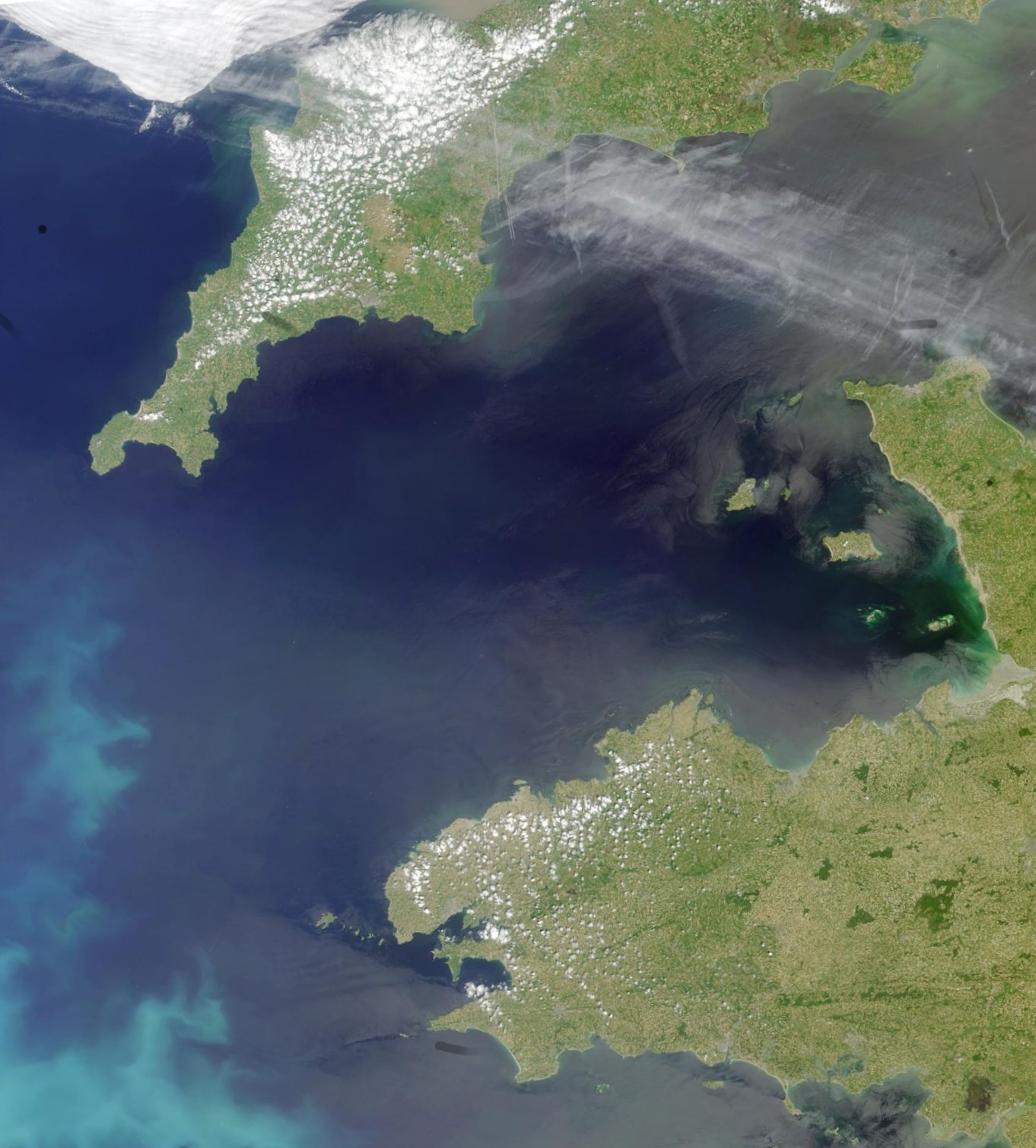
Bretania și Marea Mânecii

Porțiunile de coastă sunt denumite fie după culoare: la Côte d'Emeraude (Coasta de smarald), la Côte de Jade (Coasta de jad), la Côte de granit rose de Perros-Guirec à Trébeurden (Coasta de granit roz dintre Perros-Guirec și Trébeurden), la Côte de grès rouge du Cap Fréhel (Coasta de granit roz de la Capul Fréhel), sau după un element caracteristic: La Côte sauvage (Coasta sălbatică), les Côtes sableuses de la baie d'Audierne (Coasta nisipoasă din golful Audierne), les Côtes sableuses du Mont Saint-Michel (Coasta nisipoasă din golful muntelui Saint Michel). Sunt impresionante, de asemenea, și falezele foarte decupate din extrema vestică a peninsulei din departamentul Finistère aflate în continuu sub bătaia vânturilor și a curenților marini din Oceanul Atlantic.
În partea de sud, în departamentul Morbihan, există un golf aproape complet închis cu un număr mare de insule (foarte multe dintre acestea fiind locuite) și cu un număr mare de plaje mici cu nisip fin. Această caracteristică contrastează cu plajele lungi ce se găsesc în sud-estul peninsulei, spre estuarul Loarei.

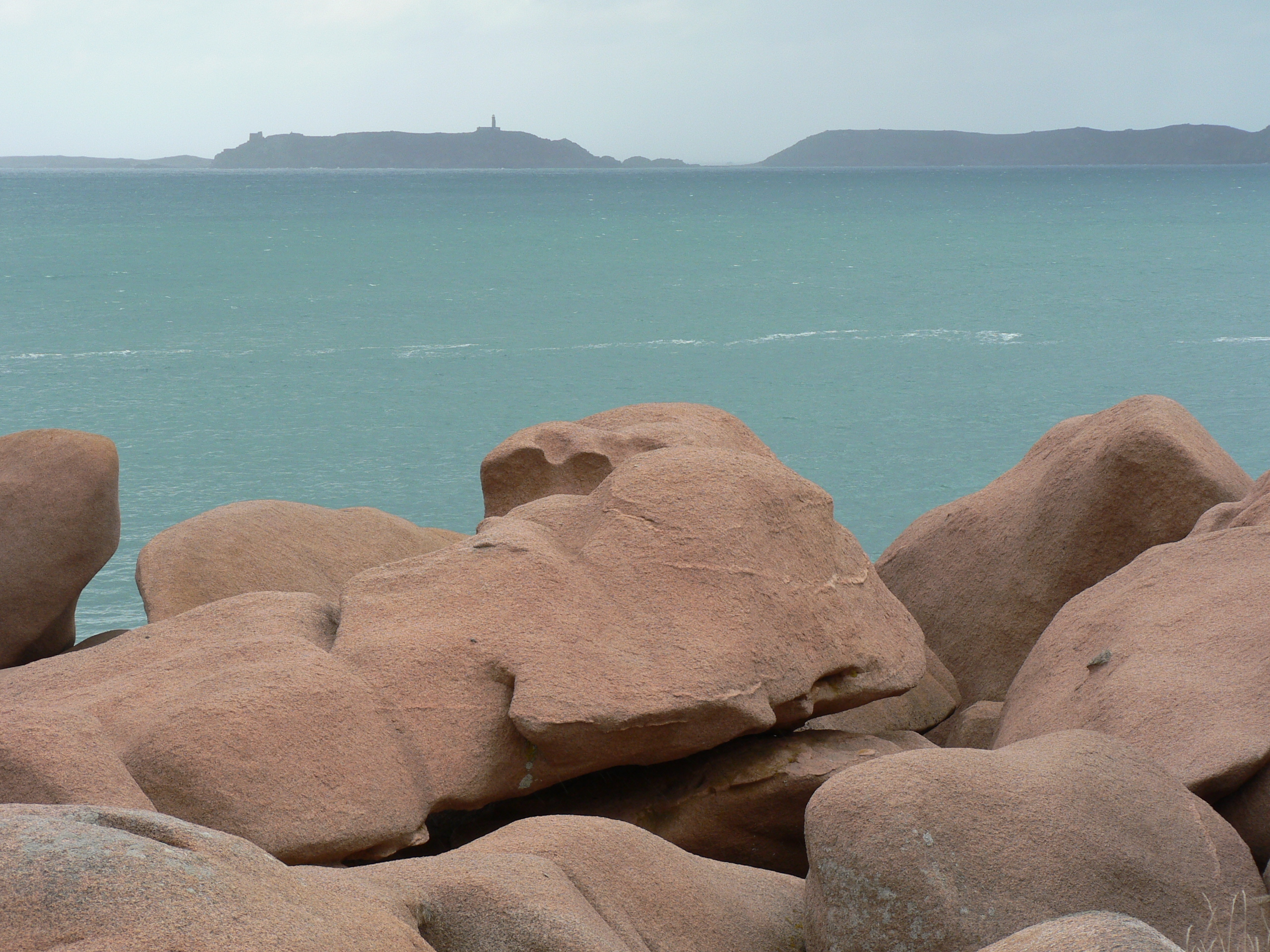
Coasta de granit roz

Numărul mare de insule din largul Bretaniei este o altă particularitate, cea mai mare fiind Belle-Île-en-Mer, în continuarea peninsulei Quiberon. Principalele insule sunt: Bréhat, (Enez Vrihad în bretonă), arhipelagul Sept-Îles - șapte insule (ar Jentilez), Batz (Enez Vaz), Ouessant (Enez Euza), Molène (Molenez), Sein (Enez Sun), arhipelagul Glénan (Enezeg Glenan). În Golful Morbihan cele mai mari insule pe care există și câte un sat sunt Île aux Moines (Insula călugărilor) și Île d'Arz (Insula ursului).
Toată această diversitate se datorează situării Bretaniei în cadrul unui masiv hercian, numit Masivul Armorican. Această situare are un impact și asupra aspectului general al reliefului, foarte vălurit, dar fără diferențe notabile de nivel. Asemenea Normandiei învecinate, până acum 50 de ani, peisajul era de tip Bocage, cu suprafețe mici de teren, înconjurate de îngrădituri formate din copaci și arbuști, dar acest aspect a dispărut în anii '60 ai sec. XX, pentru a permite dezvoltarea agriculturii în regiune.
Climatul dominant este cel oceanic, cu veri nu prea călduroase și ierni ploioase, dar nu foarte friguroase. Nu sunt comune variațiile de temperatură foarte mari iar iarna înghețul și zăpada sunt fenomene rare. Precipitațiile însă sunt foarte frecvente și sunt uniform distribuite pe întreg parcursul anului. Zilele însorite sunt mai frecvente decât în Insulele Britanice alăturate, coasta de sud fiind un pic mai însorită decât cea de nord (o diferență de temperatură de 2 °C în medie). Totuși, datorită Gulf Stream-ului, și a adâncimii mai mici, coasta de nord se bucură în timpul verii de temperaturi mai crescute.
O altă particularitate datorată în principal Canalului Mânecii, este prezența în partea de nord a unor maree de o amplitudine foarte mare. La Saint-Malo se întâlnesc cele mai mari maree din Franța, cu o diferență între flux și reflux de aproximativ 10 m, ceea ce a permis construcția unei centrale mareometrice. De asemenea, impresionante sunt mareele în Golful Muntelui Saint-Michel, unde datorită pantei foarte line, apa se retrage la reflux până la câțiva kilometri în larg.

## Istorie
Primele relatări despre Bretania sunt oferite în „Comentariile” lui Iulius Caesar despre Războaiele galice. Se spunea că era locuită de celți, dar numele actual se datorează unor alte triburi celtice ce au migrat aici din Insulele Britanice.

### Preistorie și antichitate

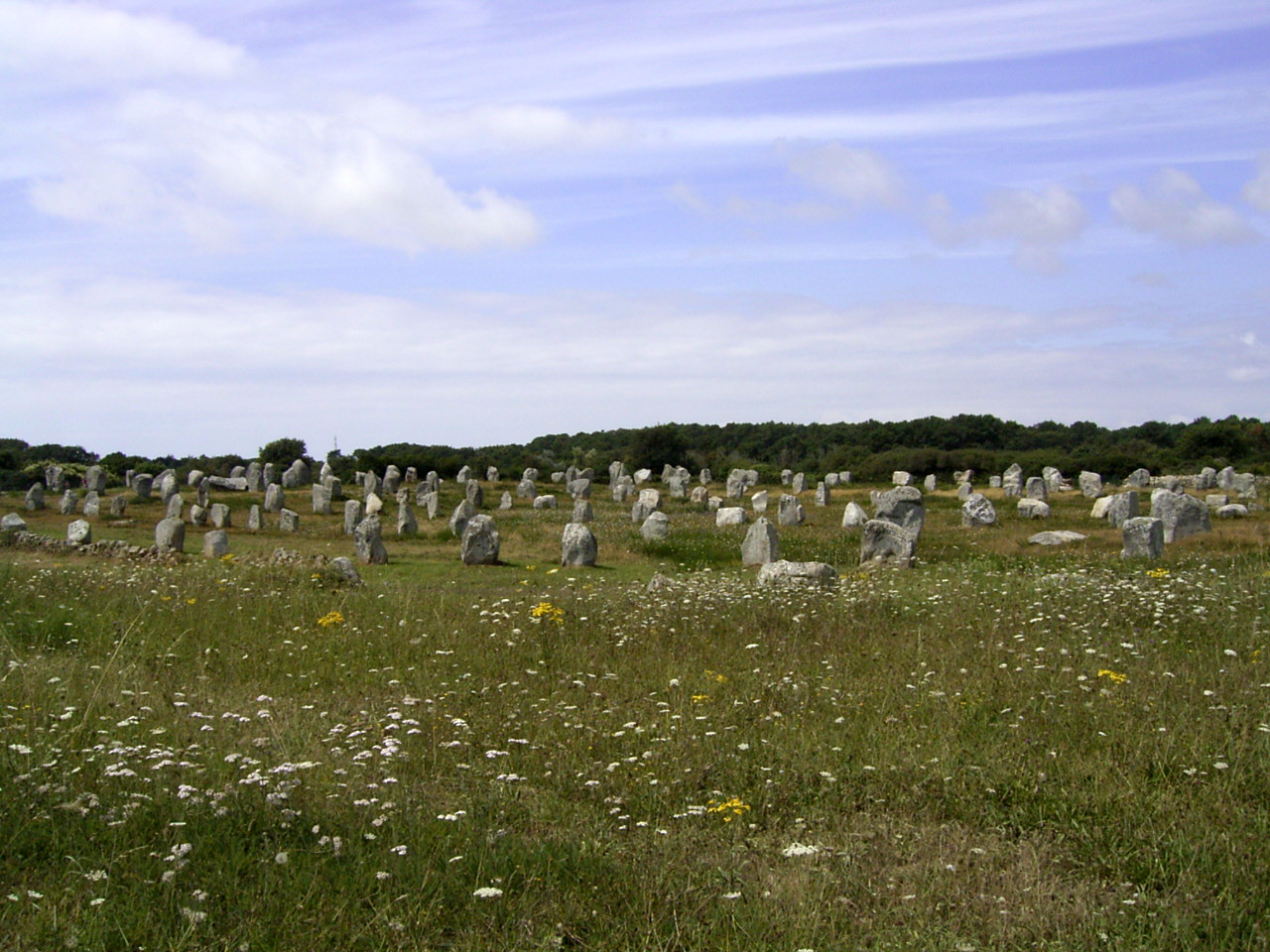
Aliniamentele de la Carnac

Cele mai impresionante relicve arheologice predatează insă această perioadă, și sunt lăsate de către o populație preceltică, și consistă într-o civilizație a megaliților, datând din perioada neoliticului, acum aproximativ 5000 de ani. Se știu puține lucruri despre această civilizație, învăluită în mister.
Revenind la epoca romană, din relatările lui Cezar aflăm că teritoriul actualei Bretanii, aparținea împreună cu toată coasta nord-vestică a Galiei, Confederației Armoricane, nume ce își are originile în cuvântul celtic pentru regiune de coastă. Confederația era formată din mai multe popoare celtice, iar unii dintre cei mai cunoscuți erau Veneții, navigatori de excepție ce locuiau în zona orașului actual Vannes, care este numit după aceștia. Teritoriul ocupat de celți nu se limita doar la coasta europeană a Canalului Mânecii, aceștia ocupând și mare parte din Insulele Britanice. După cucerirea romană, Imperiul le încredințează protecția coastelor nordice ale Galiei, iar după retragerea din Marea Britanie în 411, le încredințează paza acestei insule.
Sub presiunea atacurilor triburilor saxone, o parte din triburile celtice se retrag din Marea Britanie pe continent, unde ocupă toată coasta Franței actuale, între Bretania și gurile Senei în Normandia. Este neclar în momentul de față cât de diferită era limba lor față de cea a galilor armoricani ce se aflau deja pe aceste teritorii, sau cât de diferită era limba față de dialectele mai recente de bretonă. Oricum, migrația a luat sfârșit în jurul anului 600, perioadă în care istoria bretonilor se confundă cu cea a Marii Britanii. De asemenea, numele regiunii este originar din această perioadă, capătul peninsulei fiind numit Mica Britanie sau simplu Bretania.

### Evul Mediu

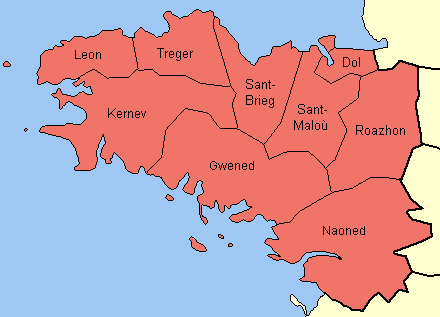
Regiunile Bretaniei Istorice

După această perioadă contactele dintre cele regiuni se răresc, Marea Britanie este aproape complet ocupată de Anglo-saxoni iar Normandia de vikingi, ceea ce restrânge arealul populației bretone la regiunea actuală a Bretaniei. Regiunea este cucerită de Carol cel Mare, dar la jumătatea secolului al IX-lea își dobândește independența și este organizată ca regat medieval. În secolul al X-lea regatul se prăbușește datorită luptelor interne și a atacurilor vikinge, dar în anul 939 o armată bretonă învinge trupele normande, redând astfel independența teritoriului.
Un număr mare de bretoni au participat la invazia lui William Cuceritorul în Anglia, dar zece ani mai târziu acesta încearcă să cucerească peninsula, fiind oprit de presiunile regelui Franței. În următoarele secole Bretania este un ducat cu o destul de mare independență ce s-a aflat de multe ori în mijlocul confruntărilor dintre marile puteri medievale Franța și Anglia. În 1352 este înființat Parlementul Bretaniei, iar în următorul secol Franța încearcă de mai multe ori să cucerească regiunea. Un eveniment important are loc în 1464, când este publicat primul dicționar francez-latin-breton, primul dicționar trilingv din lume și totodată primul dicționar breton și francez.

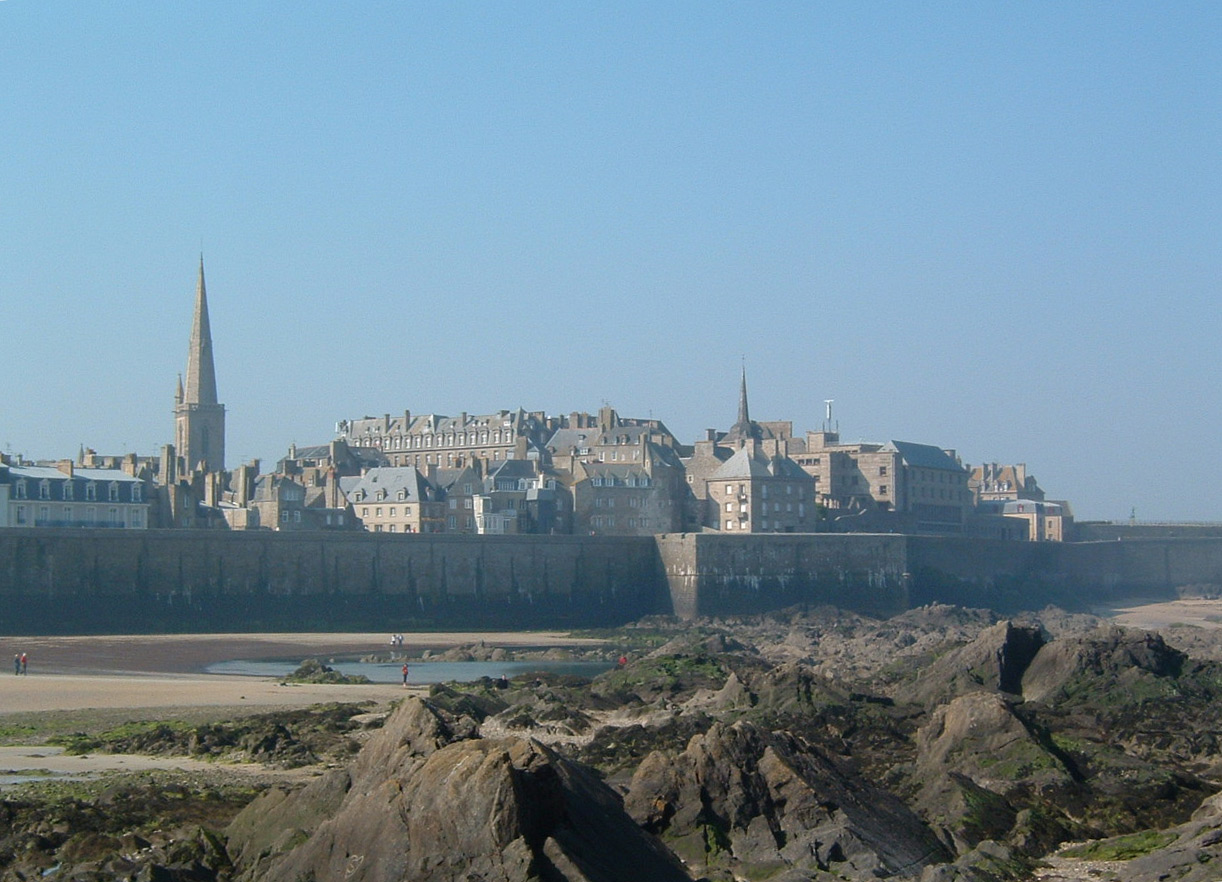
Saint-Malo

În 1488, Franța reușește să înfrângă armata bretonă și ultimul monarh independent al ducatului - Ducesa Ana de Bretania este obligată să se căsătorească cu regele Ludovic al XII-lea al Franței, ceea ce are ca deznodământ încorporarea ducatului în proprietățile regatului Franței și în 1532 are loc actul de uniune dintre Franța și Bretania. Regiunea își păstrează un anumit nivel de autonomie inclusiv în domeniul fiscal, în ciuda tendințelor din ce în ce mai absolutiste ale regilor Franței.
În secolul al XVII-lea, ca urmare a politicii de dezvoltare a marinei Franței, regiunea beneficiază din plin de îmbunătățiri, astfel că multe porturi sunt construite sau extinse. Cele mai mari, de la Saint-Malo, Brest și Lorient au de asemenea un rol important în descoperirea de noi teritorii în America și în colonizarea acestor teritorii.

### Epoca modernă și contemporană
În urma revoluției din 1789, în întreaga Franță sunt abolite privilegiile feudale, astfel că regiunea își pierde Parlamentul, autonomia și particularitățile 
fiscale și legale. Toate acestea sunt acțiuni foarte nepopulare în regiune, aceasta devenind un bastion al rezistenței contra revoluției. Ca o anecdotă, originatorii ideii de abolire a privilegilor feudale nu au fost alții decât membrii clubului breton din Paris, o grupare a reprezentanților regiunii. Până la urmă, asemenea restului Franței, regiunea este divizată în 5 departamente.

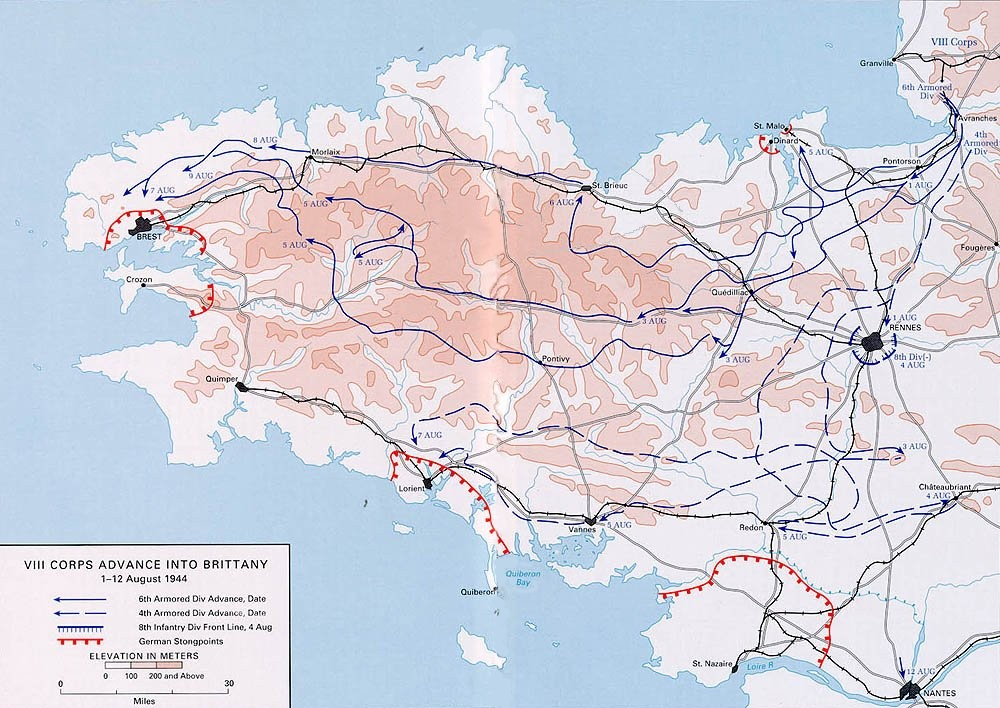
Eliberarea Bretaniei de către armatele americane

În epoca modernă, Bretania a căpătat renumele unei regiuni rurale, și s-a aflat la marginea revoluției industriale. Un număr mare de artiști romantici au fost atrași de ea, dar cu toate acestea regiunea a devenit din ce în ce mai integrată cu restul țării, în dezavantajul populației bretone care a avut foarte mult de suferit, fiind foarte mult timp persecutată.
În timpul celui de-al doilea război mondial, o puternică mișcare de rezistență a activat în Bretania. Acest lucru a fost posibil datorită situării în apropierea Marii Britanii și a reliefului foarte neregulat. În urma debarcării din Normandia armatele generalului Patton au eliberat mare parte din regiune, și cu excepția orașului Saint-Malo, care a fost complet distrus, regiunea a avut de suferit mai puțin decât Normandia învecinată.

## Cultura

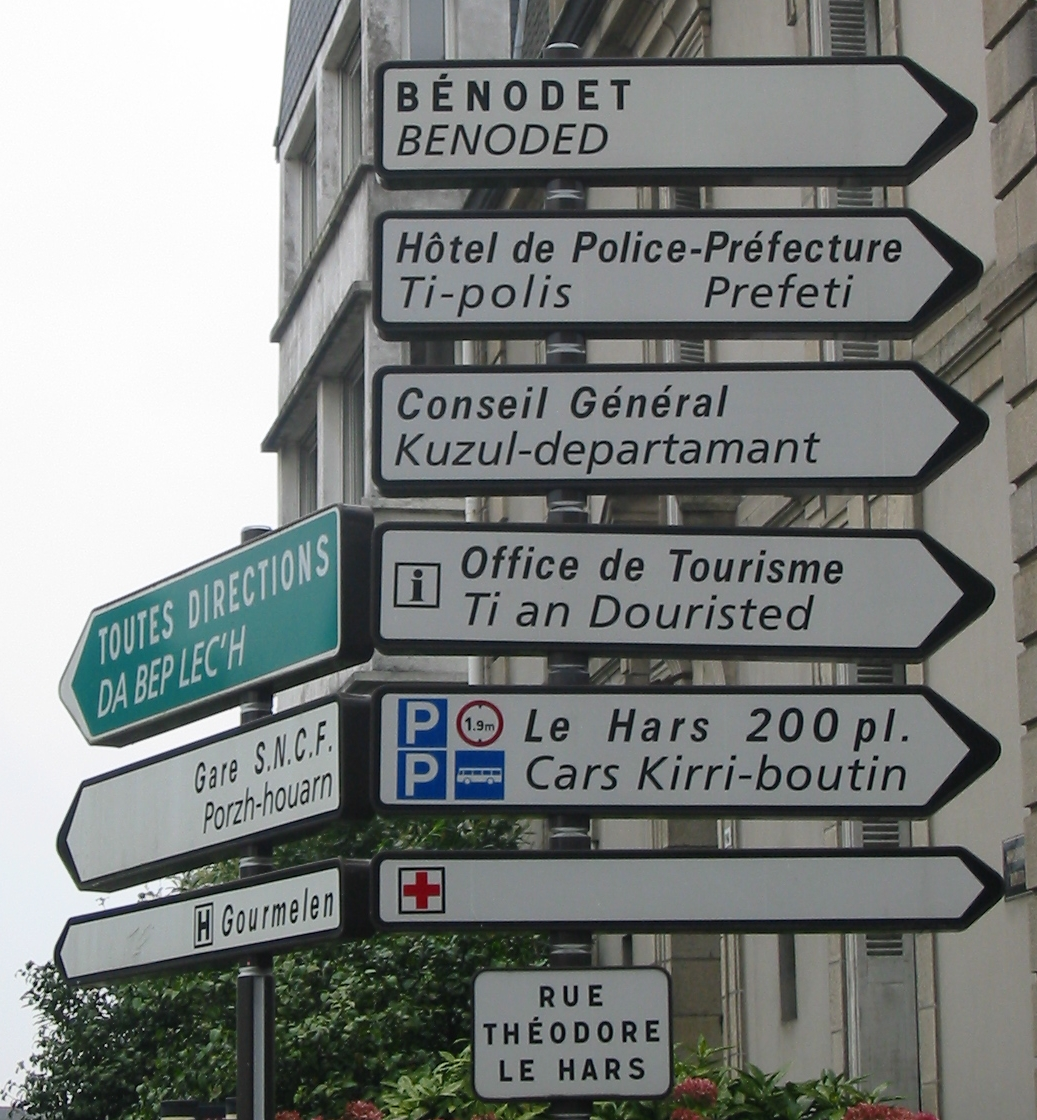
Semne bilingve la Quimper

Bretania este o regiune aparte față de restul Franței, fiind alături de Țara Galilor, Scoția, Irlanda și Galicia din Spania singurele regiuni cu populații de origini celtice. Franceza este singura limbă oficială, dar cele două limbi regionale cu toate că nu au nici un statut oficial, sunt sprijinite de autoritățile regionale, în limitele constituției. Limba bretonă este foarte puternică în regiunea de vest, dar este răspândită și în restul regiunii, este o limbă celtică puternic înrudită cu limba galeză vorbită în Țara Galilor și cu limba cornish, vechea limbă celtică vorbită în Peninsula Cornwall din Marea Britanie. A doua limbă regională este limba gallo, vorbită în partea de est a regiunii, care este o limbă romanică, una dintre limbile oïl cu foarte multe influențe celtice. În ultimul timp, au apărut foarte multe însemne bilingve, dar marea majoritate sunt și în bretonă, în detrimentul limbii gallo, care nu este atât de vizibilă.

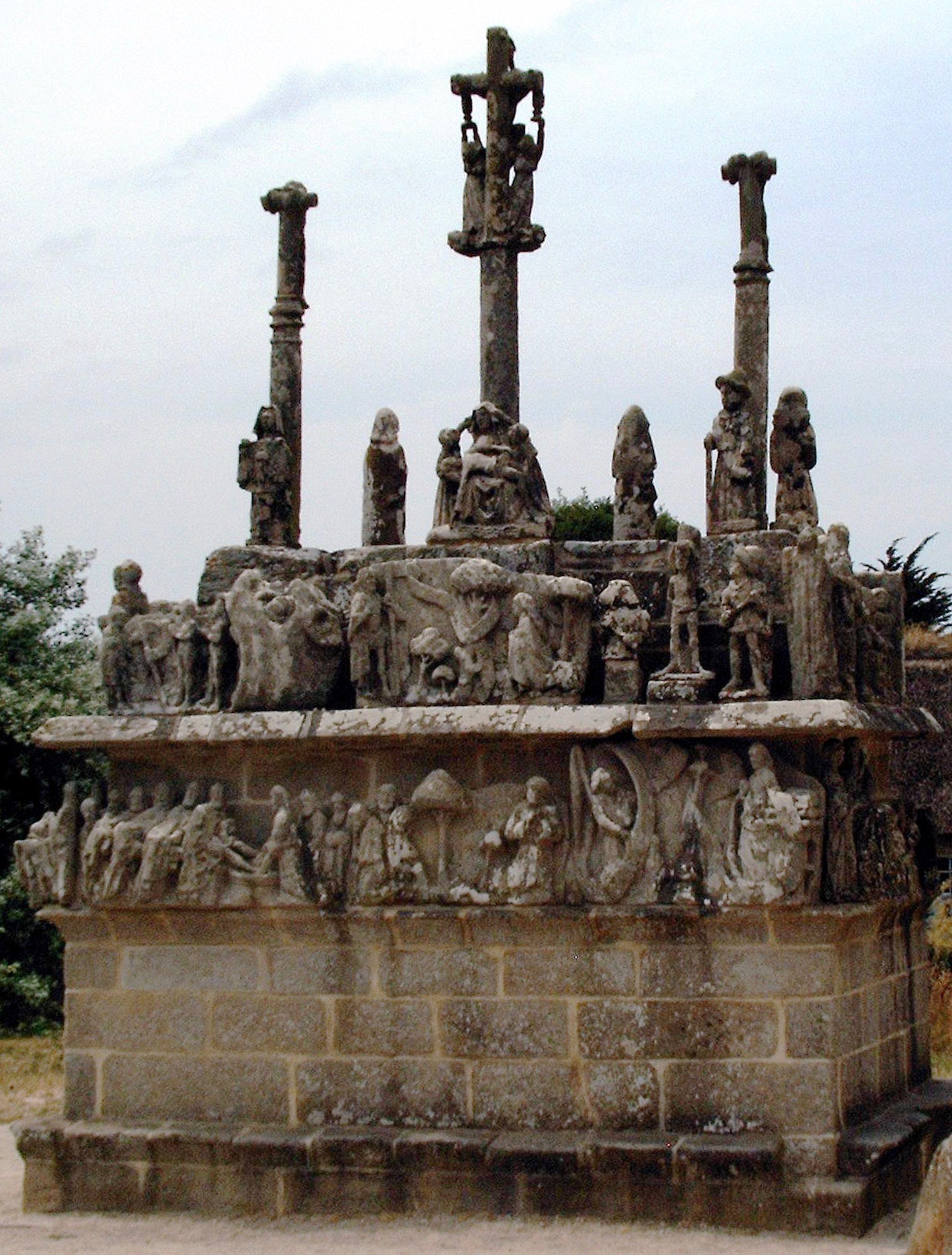
Calvar sculptat, un element caracteristic al bisericilor bretone

Muzica bretonă a trecut printr-o perioadă de revigorare, începând din anii '70, și este intens popularizată în momentul de față. Pe lângă instrumente caracteristice, în general diverse tipuri de fluiere, au fost adăugate și alte instrumente des întâlnite în folclorul celtic ca harpa și cimpoiul. De asemenea, sunt întâlnite și vioara și clarinetul, instrumente venite prin filiera franceză. O tradiție populară se numește Fest Noz (festivalul nopții) și este un obicei reînviat începând cu anii '50. De asemenea, festivalele de muzică celtică sunt foarte populare.
O altă caracteristică particulară a Bretaniei este reprezentată de puternicele tradiții creștine, regiunea fiind de-a lungul istoriei una dintre regiunile puternic catolice, în contrast cu restul Franței, puternic secularizată. Chiar și în momentul de față, este regiunea din Franța cu cel mai mare număr de elevi ce urmează școli catolice private. În regiune există peste 300 de sfinți venerați, dintre care doar puțini sunt recunoscuți de Biserică Catolică. Sfântul patron al Bretaniei este Sfânta Ana (Santez Anna), iar numărul mare de sfinți se regăsește și în denumirile localităților: Saint-Malo, Saint-Brieuc etc.
Din punct de vedere gastronomic, alimentația bretonă este bogată în fructe de mare, lactate sau derivate din lapte (brânză, unt), iar carnea favorită este carnea de porc (tradițional porc mistreț). Preparate culinare tradiționale sunt les crêpes și les galettes - clătite, pregătite fie din făină albă fie din făină neagră (ori făină din hrișcă). Aceste clătite se mănâncă fie cu un amestec din șuncă, ou și vegetale, fie cu un cârnaț tradițional sau se consumă dulci, cu zahăr, miere sau dulceață. În ceea ce privește fructele de mare, Bretania este renumită pentru midii și stridii a căror creștere industrializată este propice datorită mareelor înalte. Datorită arealului propice pentru cultivarea merelor, băutura tradițională este cidrul, Bretania fiind a doua regiune producătoare de cidru din Franța.

## Economia

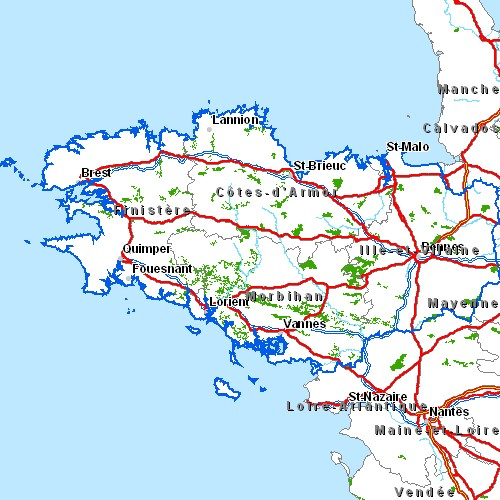
Harta rutieră a regiunii Bretania

Comparativ cu alte regiuni ale Franței, Bretania este o regiune preponderent agrară, creșterea animalelor și pescuitul precum și industria alimentară fiind activitățile economice principale. Astfel, Regiunea Bretania și departamentul Loire-Atlantique realizează 47% din producția piscicolă a Franței. Pentru a elimina discrepanțele economice, guvernul francez a înființat în deceniile trecute poluri tehnologice (Rennes, Lannion), orientate în principal pe domenii noi cum ar fi telecomunicațiile și electronica. O activitate importantă în perioada estivală este și turismul, în special în zona de coastă.